# John Forbes (żeglarz)
John Robert Forbes (ur. 29 stycznia 1970 w Sydney) – australijski żeglarz sportowy, dwukrotny medalista olimpijski.
Brał udział w trzech igrzyskach (IO 92, IO 00, IO 04), na dwóch zdobywał medale w klasie Tornado. W 1992 zdobył brąz wspólnie z Mitchem Boothem. W 2000 zajął drugie miejsce, partnerował mu wtedy Darren Bundock. W 1989 i 1992 zostawał mistrzem świata z Boothem, w 1998, 2001, 2002 i 2003 zwyciężał w światowym czempionacie z Bundockiem. Ponadto był drugi w 1993 oraz trzeci w 1994, 1996 i 2004.